# Betriebskrankenkasse RWE
Die Betriebskrankenkasse RWE (BKK RWE) war eine geschlossene Betriebskrankenkasse des Energieversorgerkonzerns RWE. Der Sitz befand sich in Celle. Ein Beitritt war für Beschäftigte des Trägerunternehmens und deren Angehörige möglich.

## Geschichte
Die Betriebskrankenkasse RWE wurde 1908 in Essen gegründet. In der Kasse war eine Mitgliedschaft für Firmenangehörige möglich.
Am 1. Januar 2022 schloss sie sich mit der Energie-Betriebskrankenkasse zusammen.

## Finanzen
Der Zusatzbeitrag betrug 1,4 Prozent seit dem 1. Januar 2020.